# Карвонен, Аки
Аки Карвонен (фин. Aki Karvonen; род. 31 августа 1957, Валтимо, Куопио) — финский лыжник, призёр Олимпийских игр, чемпионатов мира и этапов Кубка мира.

## Карьера
В Кубке мира Карвонен дебютировал в 1982 году, в феврале 1984 года впервые попал в тройку лучших на этапе Кубка мира. Всего в личных гонках имеет на своём счету 3 попадания в тройку лучших на этапах Кубка мира. Лучшим достижением Карвонена в общем итоговом зачёте Кубка мира является 11-е место в сезоне 1983/84.
На Олимпийских играх 1984 года в Сараево, завоевал серебряную медаль в гонке на 15 км классикой и две бронзовые медали в эстафете и гонке на 50 км классикой, кроме того был 5-м в гонке на 30 км коньком.
На Олимпийских играх 1988 года в Калгари, занял 20-е место в гонке на 15 км классикой и 19-е место в гонке на 30 км классикой.
За свою карьеру принимал участие в четырёх чемпионатах мира, на которых завоевал две серебряные и одну бронзовую медали.